# Vachonium chukum
Espèce
Vachonium chukum est une espèce de pseudoscorpions de la famille des Bochicidae.

## Distribution
Cette espèce est endémique du Yucatán au Mexique. Elle se rencontre à Maxcanú dans la grotte Actún Chukum.

## Description
Le mâle holotype mesure 4,42 mm et la femelle paratype 4,77 mm.

## Étymologie
Son nom d'espèce lui a été donné en référence au lieu de sa découverte, la grotte Actún Chukum.

## Publication originale
- Muchmore, 1982 : Some new species of pseudoscorpions from caves in Mexico (Arachnida, Pseudoscorpionida). Bulletin of the Texas Memorial Museum, vol. 28, p. 63-78.